# Arbus, Frankrike
Arbus är en kommun i departementet Pyrénées-Atlantiques i regionen Nouvelle-Aquitaine i sydvästra Frankrike. Kommunen ligger i kantonen Lescar som tillhör arrondissementet Pau. År 2022 hade Arbus 1 235 invånare.

## Befolkningsutveckling
Antalet invånare i kommunen Arbus
| Referens: INSEE |